# Ca l'Espígol (Amer)
Ca l'Espígol és una casa d'Amer (Selva) inclosa a l'Inventari del Patrimoni Arquitectònic de Catalunya.

## Descripció
Edifici cantoner de tres plantes i coberta de doble vessant a façana. Al costat nord, tocant al carrer Mossèn Cinto Verdaguer, hi ha un adossat de dos plantes amb coberta d'un vessant a lateral. Aquesta ampliació conté restes del que fou un forn exterior de planta semicircular. La casa, de tres crugies més l'adossada, és arrebossada i pintada de color blanc, a excepció de les cadenes cantoneres i dels marcs de les obertures, que són de pedra calcària.
La planta baixa consta d'un sòcol de mig metre de pedra pissarrenca i d'una finestra i dos portals, emmarcats de pedra calcària. Els portals, fet amb grans blocs als brancals, tenen forma d'arc carpanell rebaixat i la finestra conté una reixa de ferro d'estructura reticular.
El primer pis conté tres finestres amb balcó i una finestra petita del sector adossat. Els balcons són de decoració senzilla i les finestres estan emmarcades de pedra i tenen les llindes monolítiques.
Al segon pis també hi ha tres balcons similars, encara que amb l'obertura més petita. El ràfec de la cornisa és de combinació de quatre fileres. Hi ha una filera de rajola plana, una altra de rajola intercalada, una de teula i una altra de rajola plana, abans de la canalera metàl·lica i el sostre de teula àrab.

## Història
Casa d'origen medieval reformada al llarg dels segles, sobretot a principis del segle xx.
Com la resta de cases situades a aquest costat de la Plaça del Monestir, té un gran pati a la part posterior, que dona al Passeig del Firal.